# Gökhan Sazdağı
Gökhan Sazdağı (Istanbul, 20 settembre 1994) è un calciatore turco, attaccante del Kayserispor.

## Carriera

### Club
Cresciuto nel settore giovanile del Fenerbahçe, nel 2013 viene ceduto in prestito al Turgutluspor in terza divisione, con cui debutta tra i professionisti. L'anno successivo passa in prestito al Manisaspor in seconda divisione. Nel 2015 viene acquistato a titolo definitivo dal Gaziantep. Dopo una stagione e mezza trascorsa in seconda divisione, nel gennaio 2017 fa ritorno, in prestito, al Manisaspor, sempre in seconda divisione. Nell'estate del 2017, si accasa al Fatih Karagümrük in terza divisione, che nel gennaio 2018 lo cede a un altro club della terza divisione turca, l'Hatayspor. Nello stesso anno viene ingaggiato dall'Adanaspor, giocando per una stagione in seconda divisione. L'anno successivo si trasferisce al Boluspor, in seconda divisione, ma nell'aprile 2021 rimane svincolato. Così nel mese di luglio, viene acquistato dal Kayserispor, con cui esordisce in Süper Lig il 14 agosto successivo, nell'incontro perso per 3-0 contro l'Altay. Sei giorni dopo realizza la sua prima rete in campionato, nel pareggio per 1-1 contro l'Adana Demirspor.

### Nazionale
Ha rappresentato le nazionali giovanili turche Under-19 ed Under-21.

## Statistiche

### Presenze e reti nei club
Statistiche aggiornate al 7 agosto 2022.
| Stagione        | Squadra          | Campionato      | Campionato | Campionato | Coppe nazionali | Coppe nazionali | Coppe nazionali | Coppe continentali | Coppe continentali | Coppe continentali | Altre coppe | Altre coppe | Altre coppe | Totale | Totale |
| Stagione        | Squadra          | Comp            | Pres       | Reti       | Comp            | Pres            | Reti            | Comp               | Pres               | Reti               | Comp        | Pres        | Reti        | Pres   | Reti   |
| --------------- | ---------------- | --------------- | ---------- | ---------- | --------------- | --------------- | --------------- | ------------------ | ------------------ | ------------------ | ----------- | ----------- | ----------- | ------ | ------ |
| 2013-2014       | Turgutluspor     | 2L              | 33         | 7          | CT              | 2               | 0               |                    | -                  | -                  |             | -           | -           | 35     | 7      |
| 2014-2015       | Manisaspor       | 1L              | 27         | 3          | CT              | 6               | 2               |                    | -                  | -                  |             | -           | -           | 33     | 5      |
| 2015-2016       | Gaziantep        | 1L              | 33         | 5          | CT              | 0               | 0               |                    | -                  | -                  |             | -           | -           | 33     | 5      |
| 2016-gen. 2017  | Gaziantep        | 1L              | 12         | 0          | CT              | 1               | 0               |                    | -                  | -                  |             | -           | -           | 13     | 0      |
| gen.-giu. 2017  | Manisaspor       | 1L              | 15         | 2          | CT              | -               | -               |                    | -                  | -                  |             | -           | -           | 15     | 2      |
| 2017-gen. 2018  | Fatih Karagümrük | 2L              | 9          | 2          | CT              | 0               | 0               |                    | -                  | -                  |             | -           | -           | 9      | 2      |
| gen.-giu. 2018  | Hatayspor        | 2L              | 5          | 1          | CT              | -               | -               |                    | -                  | -                  |             | -           | -           | 5      | 1      |
| 2018-2019       | Adanaspor        | 1L              | 29         | 2          | CT              | 1               | 0               |                    | -                  | -                  |             | -           | -           | 30     | 2      |
| 2019-2020       | Boluspor         | 1L              | 21         | 7          | CT              | 0               | 0               |                    | -                  | -                  |             | -           | -           | 21     | 7      |
| 2020-apr. 2021  | Boluspor         | 1L              | 26         | 5          | CT              | 1               | 1               |                    | -                  | -                  |             | -           | -           | 27     | 6      |
| 2021-2022       | Kayserispor      | SL              | 24         | 3          | CT              | 4               | 2               |                    | -                  | -                  |             | -           | -           | 28     | 5      |
| 2022-2023       | Kayserispor      | SL              | 1          | 0          | CT              | 0               | 0               |                    | -                  | -                  |             | -           | -           | 1      | 0      |
| Totale carriera | Totale carriera  | Totale carriera | 235        | 37         |                 | 15              | 5               |                    | -                  | -                  |             | -           | -           | 250    | 42     |